# لالایی‌های ایرانی
لالایی‌های ایرانی، ترانه‌هایی عامیانه و سروده‌هایی مادرانه هستند که مادران در گوش جان فرزندانشان خوانده‌اند تا آن‌ها را به آرامش و خوابی راحت دعوت کنند.
مضامینی که در لالایی‌ها نهفته‌اند، آنچنان با شرایط عاطفی مادر و تأثیرات محیط بر روحیهٔ او در ارتباط‌اند که گاه لالایی‌ها را می‌توان بازگوکننده گله‌گذاری‌ها و شکایت‌های مادرانه از مشقت‌های تحمیلی روزگار و تلخ‌کامی‌ها و ناکامی‌های زندگی یا حتی ابراز ناراحتی از جور همسالان نسبت به فرزندان دانست و گاه به عنوان ابزاری برای آشنا ساختن کودک با زندگی و محیط پیرامون در نظر گرفت.
لالایی‌های ایرانی بخشی از فرهنگ شفاهی است. لالایی به صورت سنتی در تمام فرهنگ‌ها و ملل رواج داشته برگرفته از باورها، احساسات و شرایط سیاسی و اجتماعی … هر دوره و زمان سال‌های سال مادران در گوش فرزندان زمزمه کرده‌اند؛ از دردها، آرزوها، غصه‌ها، بیم‌ها و امیدها. نوزادان شنیدن صدای والدین به صورت ملایم و آرام را دوست دارند. صدای نرم و لطیف در کنار ملودی ریتم‌دار حس آرامش به کودکان می‌دهد.
لالایی‌ها یکی از داشته‌های گران‌بهاست که به‌دلیل نادیده‌انگاشته شدن از سوی والدین به‌ویژه مادران، در معرض فراموشی و حذف از زیست کودکان قرار گرفته است. این در حالی است که لالایی مهم‌ترین ژانر زنانه در ادبیات منظوم عامه شناخته می‌شود که زبان و تفکرات مادرانه در آن تجلی یافته است.

## هدف از خواندن لالایی
هدف از خواندن لالایی، آرامش دادن به کودک است تا راحت تر و زودتر بخوابد. به خاطر همین لالایی‌ها ساختاری ساده و تکراری دارد. چیزی که لالایی را خاص و شگفت‌انگیز می‌کند ماهیت اشتراکی آن است. آوایی که در همه فرهنگ‌ها از همان دوران باستان بوده است. با همه این اشتراکات، ریشه لالایی مشخص نیست اما وجود واژه‌های مشابه در زبان‌های دیگر مثل «لالابای» (Lullaby) در زبان انگلیسی، «لالاره» در زبان لاتین، «لولن» در زبان آلمانی، و «لولا» در زبان سوییسی می‌تواند دلیلی باشد بر ریشه یکسان تاریخی این کلمات.

## راوی در لالایی ایرانی
برای بررسی نقش و جایگاه راوی در یک روایت داستانی باید به سه عامل زیر توجه کرد:
1. شخص (اول شخص یا سوم شخص)
2. حالت (شیوهٔ روایت) که چگونگی عرضهٔ شخصیت‌هاست و این‌که راوی در بیرون داستان است یا یکی از شخصیت‌هاست.
3. بعد (دیدگاه): یعنی جایگاه راوی، حضور و عدم حضور او، نگاه درونی یا بیرونی و فاصلهٔ او از وقایع.

در لالایی‌های ایرانی راوی که همان مادر یعنی اول شخص است. ضمیر شخصی «من/م» در بیشتر لالایی‌ها دیده می‌شود.

## لایه‌های فرهنگی لالایی ایرانی
ادبیات شفاهی بخش مهم و گسترده‌ای از «فرهنگ مردم» و «لالایی‌ها» یکی از غنی‌ترین ابعاد فرهنگ معنوی و جوامع به حساب می‌آیند و همچون آیینه ای هستند که تحولات اجتماعی، سبک و شیوه زندگی مردم، آمال و آرزوهای مادران یک سرزمین را در آن‌ها می‌توان نظاره کرد.
در سال‌های پس از دوره مشروطه، لالایی در مقاصد سیاسی و در جهت خدمت به محرومان و بیان دردها و مشکلات اجتماعی به کار رفت و لالایی سیاسی پدید آمد، که آغازگر آن نسیم شمال بود با سرودن: «بخواب ای دختر زیبا / بالام لای لای لالای لای لای _ میان محمل زیبا / … / بخواب ای طفل نوخیزم / نهال فصل پاییزم / ز چشمم خون همی ریزم …»
پس از آن نیز دهخدا در لالایی «خاک به سرم بچه به هوش اومده / بخواب ننه یه سر و دو گوش اومده» به انتقاد زیرکانه از حکومت و اختناق حاکم پرداخت.
احمد شاملو نیز لالایی معروفی سروده است که بند نخست آن چنین است: «لالالای لای گل پونه / لالای لای / بابات رفته دلم خونه / لالای لای / بابات امشت نمی‌آید / لالای لای / گرفتن بردنش شاید / لالای لای / بخواب آروم چراغ من / لالای لای / گل شب‌بوی باغ من / لالای لای / بابات شب رفته از خونه / لالای لای / که خورشید و بجنبونه / لالای لای.»
گونه دیگر لالایی، لالایی مذهبی است که معمولاً در مراسم عزاداری، شبیه‌خوانی و سینه‌زنی و برای برانگیختن احساسات مذهبی مردم خوانده می‌شود؛ مثلاً در نوحه‌ای که برای علی‌اصغر شیرخوار از زبان رباب مادرش گفته‌اند: «لالایی لایی از سفر برگشته رودم _ شیر از پستان مادر خورده رودم …»

## گوناگونی لالایی‌های ایرانی
در مناطق مختلف ایران، گوناگونی موسیقی، کلام، نوع صدا و تحریر، مقام‌ها و فراز و فرودها در لالایی‌ها در نتیجه گوناگونی آب و هوا است. برای نمونه، در مناطق کوهستانی یا عشایر مرزنشین، لالایی جنبه حماسی دارد؛ مثلاً در کردستان بچه را به شکار و سوارکاری تشویق می‌کنند تا پهلوان و قوی بشود: «من می‌خوام سوار اسب بشی، آهو شکار کنی…» یا «بغداد مثل یک لیمو در دست توست یعنی قدرت داری». اما در مناطق کویری سرسبز نیستند و مردم، زندگی آرام‌تری دارند صحبت از گل و گیاه در لالایی برای آنها مهم هست. اما درونمایه همه این لالایی‌ها دعا و بیان دوستی مادر به فرزند است.

## نمونه‌هایی از لالایی‌های ایرانی
- خداونداخداوندِ جَهُونی
- خداونداتو یار بیکَسونی
- خداوندا طَمَح دارُم به هِمت
- طَمَح دارُم بَریتُم سُوی جنت
- طمَح دارُم گناهانُم ببخشید
- به زیرِعَلَم سُزِ محمد[۱۰]
- لالالالالالالایی برو لولوی صحرایی
- برو لولو سیاهی
- رود من پدر داره
- دوخنجر بر کمر داره
- دو خنجر بر کمر هچّی
- دو قرآن در بغل داره
- برو لولوی صحرایی
- تو از بچه چه می‌خواهی؟
- که این بچه پدر داره
- که خنجر بر کمر داره
- لالالالا گل چایی
- لولو! از ما چه می‌خواهی؟
- که این بچه پدر داره
- که خنجر بر کار داره
- برو لولوی صحرایی
- تو از روُدم چه می‌خواهی؟
- که رود من پدر داره
- کلام‌الله به بر داره[۱۱]